# Stari trg pri Ložu

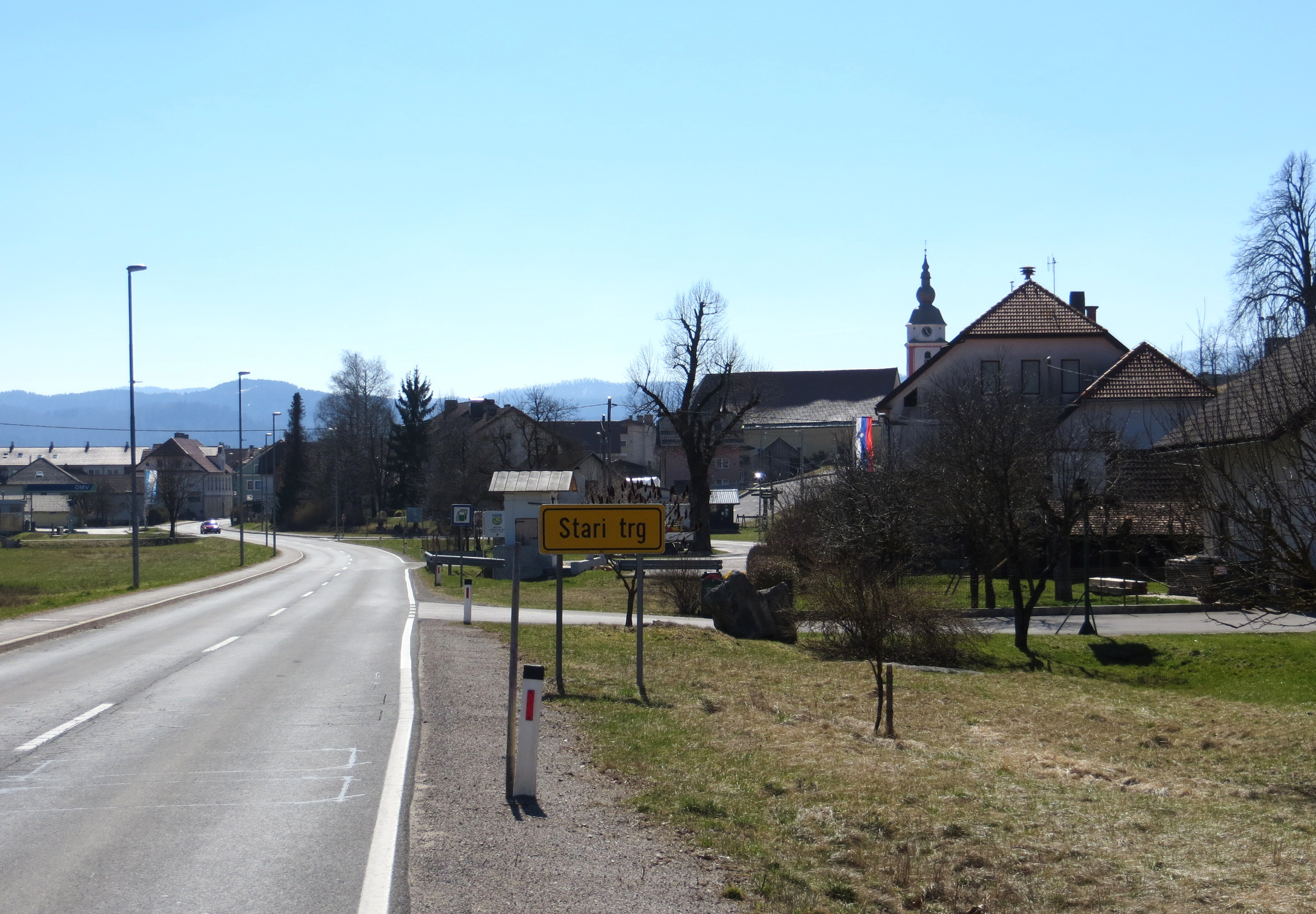

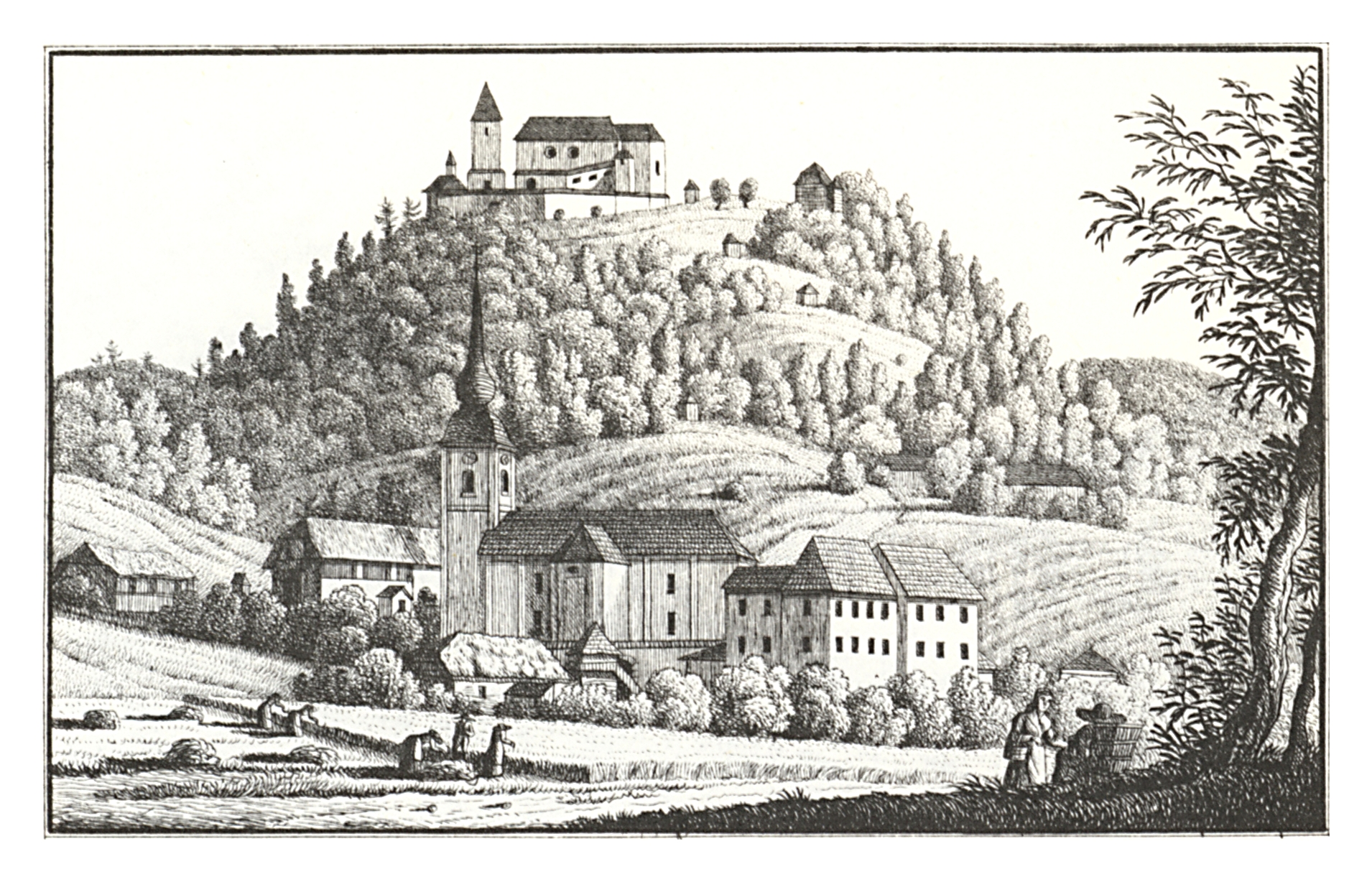
Schloss Altenmarkt um 1830, Lith. Anstalt J.F. Kaiser, Graz

Die Ortschaft Stari trg pri Ložu (deutsch: Altenmarkt) ist Hauptort und Verwaltungssitz der Gemeinde Loška Dolina in der historischen Landschaft Primorska, Region Primorsko-notranjska, in Slowenien.

## Lage
Die aus 23 Ortschaften bestehenden Gesamtgemeinde gruppiert sich um das Lož-Karstfeld (auch Lož-Tal) in der Nähe zur Grenze zu Kroatien. Es ist umgeben von hohen Bergen. Im Süden steht der höchste Berg Snežnik (Krainer Schneeberg, 1796 m). 